# Хроника святого Бенедикта
Хроника святого Бенедикта (лат. Chronica sancti Benedicti) — корпус источников связанных с составленной в VIII в. в Монтекассино «Хроникой», которая позднее была доведена до XI в. Источники сохранились в рукописях X—XI вв. Содержат сведения по истории Италии в VI—XI вв.

## Издания
- Chronica de monasterio sanctissimi Benedicti // MGH, SS. Bd. III. Hannover. 1839, p. 198—207[2].

- Chronicon comitum Capuae // MGH, SS. Bd. III. Hannover. 1839, p. 207—210[3].

- Catalogus principum Capuae // MGH, SS. Bd. III. Hannover. 1839, p. 210[4].

- Catalogus principum Salerni // MGH, SS. Bd. III. Hannover. 1839, p. 210[4].

- Chronicon ducum Beneventi, Salerni, Capuae et Neapolis // MGH, SS. Bd. III. Hannover. 1839, p. 211—213[5].

## Переводы на русский язык
- Хроника из монастыря святого Бенедикта в переводе И. М. Дьяконова на сайте Восточная литература

- Хроника графов Капуи в переводе И. М. Дьяконова на сайте Восточная литература

- Каталог князей Капуи в переводе И. М. Дьяконова на сайте Восточная литература

- Каталог князей Салерно в переводе И. М. Дьяконова на сайте Восточная литература

- Хроника герцогов Беневента, Салерно, Капуи и Неаполя в переводе И. М. Дьяконова на сайте Восточная литература